# Comuna Elena, Veliko Tărnovo
Elena (în bulgară Елена) este o comună în regiunea Veliko Tărnovo, Bulgaria, formată din orașul Elena și 95 de sate. 

## Localități componente

### Orașe
- Elena

### Sate
| - Badevți - Baevți - Bagalevți - Baluți - Bealkovți - Bebrovo - Beikovți - Berkovți - Blăskovți - Boikovți - Bosevți - Brăcikovți - Buinovți - Ceakali - Cerni Deal - Cervenkovți - Dainovți - Daveri - Dobrevți - Dolni Marean - Donkovți - Draganoskovți - Draghiiți - Dragnevți - Drenta - Dukovți - Dărlevți - Glogoveț - Golemani - Gorni Krai - Gorni Tancevți - Gorska | - Gramatiți - Gărdevți - Harvalovți - Hristovți - Hănevți - Iakovți - Ignatovți - Ilakov Răt - Iliiuvți - Kamenari - Kantari - Kojliuvți - Kolari - Konstantin - Kostel - Kotuți - Kozea Reka - Kriliuvți - Krumcevți - Lazarți - Maisko - Marafelți - Marean - Miikovți - Minevți - Mirciovți - Nedealkovți - Neșevți - Niciovți - Nikolciovți - Nikolovți | - Paliți - Papratliva - Peikovți - Petkovți - Poprusevți - Popska - Radovți - Raiuvți - Ralinovți - Rebrevți - Ruhovți - Sredni Kolibi - Stoianovți - Stoicevți - Sultani - Svetoslavți - Titevți - Todiuvți - Topuzi - Trănkovți - Tumbevți - Tănki Răt - Tărkașeni - Ugorealkovți - Velkovți - Veselina - Vălciovți - Vălciovți - Vărzilkovți - Zelenik - Șilkovți - Șubeți |

## Demografie
Componența etnică a comunei Elena
     Romi (6,08%)
     Bulgari (71,58%)
     Turci (14,19%)
     Nicio identificare (7,86%)
     Altele (0,27%)
La recensământul din 2011, populația comunei Elena era de 9.434 locuitori. Din punct de vedere etnic, majoritatea locuitorilor (71,58%) erau bulgari, existând și minorități de turci (14,19%) și romi (6,08%). Pentru 7,86% din locuitori nu este cunoscută apartenența etnică.